# Alice Dalgliesh
Alice Dalgliesh (* 7. Oktober 1893 auf Trinidad; † 11. Juni 1979 in Woodbury, Connecticut) war eine US-amerikanische Kinderbuchautorin.

## Biographie
Alice Dalgliesh wurde als Tochter einer Engländerin und eines Schotten geboren. Schon früh kam sie mit den Geschichten von Walter Scott in Berührung, der ein Freund ihres Urgroßvaters gewesen war. Im Alter von sechs Jahren begann sie mit dem Schreiben und gewann im Alter von 14 Jahren eine Schachtel Pralinen für eine ihrer Geschichten. Zu dieser Zeit lebte die Familie in England.
1912 reiste Dalgliesh in die USA, um das Pratt Institute zu besuchen, weil sie zunächst Kindergärtnerin werden wollte. Sie absolvierte das Teachers College an der Columbia University in New York und schloss mit einem Bachelor und später einem Magister ab. In dieser Zeit erhielt sie die US-amerikanische Staatsbürgerschaft. Mehrere Jahre lang unterrichtete sie an einer Grundschule und gleichzeitig am selben College einen Kurs zur Kinderbuchliteratur, bevor sie Kinderbuchredakteurin beim Verlag Charles Scribner’s Sons wurde.
1924 veröffentlichte Alice Dalgliesh mit A Happy School Year ihr erstes Kinderbuch, dem mehr als 40 weitere – Belletristik und Sachbücher – folgten. Nur wenige von ihnen wurden ins Deutsche übersetzt. Teilweise illustrierte Dalgliesh ihre Werke selbst oder arbeitete mit bekannten Illustratoren zusammen, darunter Katherine Milhous. Zwei ihrer historischen Romane, The Courage of Sarah Noble (1954) und The Bears of Hemlock Mountain (1952), wurden für die Newbery Medal nominiert, ebenso ihre autobiografische Erzählung The Silver Pencil (1944). Sie schrieb Rezensionen und gab Schreibkurse für Kinder. 1944 wurde sie erste Präsidentin des Children’s Book Council.
Alice Dalgliesh starb am 11. Juni 1979 im Alter von 85 Jahren in Woodbury, Connecticut. Ihr Nachlass befindet sich im Archiv der University of Minnesota.

## Werke (Auswahl)
- A Happy School Year. Rand McNally, 1924 (englisch).
- West Indian Play Days. Rand McNally, 1926 (englisch).
- The Little Wooden Farmer. Macmillan, 1930 (englisch). Nachdruck 1958, mit Illustrationen von Anita Lobel, ISBN 978-0-02-725590-4.
- First Experiences with Literature. C. Scribner's Sons, 1932 (englisch).
- America Begins: The Story of the Finding of the New World. C. Scribner's Sons, 1938 (englisch).
- America Builds Homes. C. Scribner's Sons, 1938 (englisch).
- A Book for Jennifer : A Story of London Children in the Eighteenth Century and of Mr. Newbery's Juvenile Library. Scribner, 1940 (englisch).
- The Silver Pencil. C. Scribner's Sons, 1944 (englisch). Nachdruck 1992, ISBN 978-0-590-46010-1.
- Along Janet's Road. C. Scribner's Sons, 1946 (englisch).
- Christmas; A Book of Stories New and Old. C. Scribner's Sons, 1950 (englisch).
- The Bears on Hemlock Mountain. C. Scribner's Sons, 1952 (englisch). Nachdruck 1992, ISBN 978-0-689-71604-1.
- The Courage of Sarah Noble. C. Scribner's Sons, 1954 (englisch). Nachdruck 2009, ISBN 978-1-4420-1234-9.
- The Columbus Story. C. Scribner's Sons, 1955 (englisch).
- The Thanksgiving Story. C. Scribner's Sons, 1954 (englisch). Nachdruck 2008 ISBN 978-1-4395-5424-1.
- Das kleine Mädchen und der große John. Eine wahre Indianergeschichte. Jugend und Volk, Wien 1984.
- The Fourth of July Story. C. Scribner's Sons, 1956 (englisch). Nachdruck 1995, ISBN 978-0-689-71876-2.
- Mit Annis Duff (Hrsg.): Aids to Choosing Books for Your Children. Children’s Book Council, 1957 (englisch).
- Ride on the Wind. C. Scribner's Sons, 1956 (englisch). (Biographie von Charles Lindbergh).
- The Enchanted Book. C. Scribner's Sons, 1958 (englisch).
- Der kleine hölzerne Bauer. Urachhaus, Stuttgart 1987.
- Die Bären auf dem Fichtelberg. Ravensburg, 1984.